# Халмурзаев, Хусен Магометович
Хусе(й)н Магометович Халмурзаев (род. 9 октября 1993, Назрань, Ингушетия) — российский дзюдоист, Заслуженный мастер спорта России, призёр чемпионата России, чемпион Европы и призёр чемпионата мира среди юниоров, бронзовый призёр Европейских игр и чемпионата Европы. Брат-близнец Хасана Халмурзаева.

## Спортивные результаты
- Дзюдо на Всероссийской спартакиаде 2022 — ;

Чемпионат России
- Чемпионат России по дзюдо 2014 года[2] — ;

Универсиада
- 2015, Кванджу[3][4]— ;

Международный турнир
- серии Мастерс 2016[5] — ;

Чемпионаты Европы
- Первенство Европы среди молодёжи 2011 (Бельгия)[6] — ;
- Первенство Европы среди молодёжи 2012 (Хорватия)[7]— ;
- Чемпионат Европы по дзюдо 2017 года (Варшава)[8] — ;
- Европейские игры (Минск, 2019, смешанные команды)[9]— ;
- Чемпионат Европы (Минск, 2019, смешанные команды)[10][11]— ;
- Чемпионат Европы (Минск, 2019, до 90 кг)[12] ;

Этапы Кубка Европы
- Кубок Европы (Оренбург, 2013, до 90 кг) — ;
- Кубок Европы (Словения, 2013, до 90 кг)[13] — ;
- Кубок Европы (Румыния, 2015, до 90 кг) — ;

Чемпионаты мира
- Первенство мира среди молодёжи (Кейптаун, ЮАР, 2011)[14] — ;
- World Masters — Мексика 2016[15] — ;
- Токио (2019, смешанные команды)[16][17]— ;
- Командный чемпионат мира 2018 (Баку)[18][19] — ;

Гран-При
- Гран-При Алма-Ата 2013 — ;
- Гран-При Будапешт 2014[20]— ;
- Гран-При Самсун (Турция) 2016[21]— ;
- Гран-При Хох хот (Китай) 2017[22] — ;
- Гран-При Дюссельдорф 2017[23]— ;
- Гран-При — Агадир (Марокко) 2018[24] — ;
- Гран-При Ташкент 2019[25]— ;
- Гран-При Загреб 2021[26] — ;

Большой шлем
- Большой Шлем Тюмень 2015[27] — ;
- Большой шлем Тюмень 2016[28] — ;
- Большой Шлем Париж 2021[29]— ;

## Награды
Медаль ордена «За заслуги перед Отечеством» II степени (14 октября 2020) — за заслуги в развитии физической культуры и спорта, активную общественную деятельность.